# Аль-Фатиха
Аль-Фа́тиха (араб. الفاتحة — Открывающая) — первая сура Корана. Сура мекканская. Ниспослана между сурами Аль-Муддассир  и Аль-Масад. Состоит из 7 аятов.

Это первая сура по порядку расположения в Коране и первая сура, ниспосланная полностью. В этой суре говорится о совокупности идей и общем значении Корана, который подтверждает единобожие, является благой вестью для верующих, предупреждает о наказании неверующих и грешников, указывает на необходимость поклонения Аллаху, на путь к счастью в настоящей и будущей жизни и рассказывает о тех, которые повиновались Аллаху и обрели блаженство и о тех, которые не повиновались ему и оказались в убытке, поэтому суру называют «Матерью Книги».

## Текст
Текст суры построен из трёх частей — вступления (басмала — аят 1) и половин. Одна половина (аяты 2—4) — перечисление титулов Аллаха, другая — просьба о наставлении на путь исполнения заповедей (аяты 5—7). Текст составлен из семи аятов, число семь в исламе (и остальных авраамических религиях) служит символом клятвы перед Аллахом.
| Русский поэтический перевод В. Н. Пороховой                                                       | Транскрипция буквами русской азбуки                                        | Арабский текст                                      |
| ------------------------------------------------------------------------------------------------- | -------------------------------------------------------------------------- | --------------------------------------------------- |
| Во имя Аллаха, Всемилостивого, Милосердного!                                                      | Бисми л-Ля̄хи р-Рах̣ма̄ни р-Рах̣ӣм                                             | بِسْمِ ٱللَّهِ ٱلرَّحْمَٰنِ ٱلرَّحِيمِ‎                              |
| Хвала Аллаху, Господу миров!                                                                      | аль-Х̣амду ли-Лля̄хи Рабби ль-‘а̄лямӣн                                        | ٱلْحَمْدُ لِلَّهِ رَبِّ ٱلْعَٰلَمِينَ‎                                |
| Всемилостив и милосерден (Он Один),                                                               | ар-Рах̣ма̄ни р-Рах̣ӣм                                                         | ٱلرَّحْمَٰنِ ٱلرَّحِيمِ‎                                       |
| Дня Судного Один Он властелин.                                                                    | Ма̄лики йаўми д-дӣн                                                         | مَٰلِكِ يَوْمِ ٱلدِّينِ‎                                       |
| Мы предаёмся лишь Тебе И лишь к Тебе о помощи взываем:                                            | Иййака на‘буду ва-иййака наста‘ӣн                                          | إِيَّاكَ نَعْبُدُ وَإِيَّاكَ نَسْتَعِينُ‎                              |
| «Направь прямой стезёю нас,                                                                       | Ихдина̄ с̣-с̣ира̄т̣а ль-мустак̣ӣм                                                | ٱهْدِنَا ٱلصِّرَٰطَ ٱلْمُسْتَقِيمَ‎                                |
| Стезёю тех, Кто милостью Твоею одарён, А не стезёю тех, на ком Твой гнев, И не стезёй заблудших». | С̣ира̄т̣а ль-лязӣна ан‘амта ‘аляйхим г̄айри ль-маг̄д̣ӯби ‘аляйхим ва-ля д̣-д̣а̄ллӣн | صِرَٰطَ ٱلَّذِينَ أَنْعَمْتَ عَلَيْهِمْ غَيْرِ ٱلْمَغْضُوبِ عَلَيْهِمْ وَلَا ٱلضَّآلِّينَ‎ |

## Толкование

### Басмала
Мусульманские богословы разошлись во мнениях относительно того, являются ли слова «во имя Аллаха Милостивого Милосердного» (басмала) частью сур Корана наряду с другими аятами. Большинство суннитских богословов полагают, что это так и есть, однако среди людей Сунны и согласия есть и учёные, которые не соглашаются с такой точкой зрения. К примеру, часть шафиитских толкователей рассматривает басмалу как аят суры «Аль-Фатиха», однако не считают её частью всех иных сур, которые она также предваряет (кроме суры «Ат-Тауба», в которой эти слова отсутствуют). Другая группа шафиитских экзегетов вообще не считает басмалу аятом Корана.
Однако шиитские толкователи убеждены в том, что басмала является частью всех без исключения сур Корана, даже суры «Ат-Тауба». Доводом в пользу этого является соответствующий хадис от имама Джафара ас-Садика. Более того, шиитские богословы уверены в том, что в каждой суре басмала приобретает своё особое значение в зависимости от смыслового контекста самой суры.
В частности, в своём толковании суры «Аль-Фатиха» имам Хомейни отмечает:
В фикхе указано, что если мы захотим прочитать [вслух] более одной суры, декламации «во имя Аллаха» только один раз в самом начале будет недостаточно; эта фраза должна повторяться в начале каждой суры. Причиной этого является то, что точный смысл и функция выражения варьируется в зависимости от обстоятельств.

#### Толкование словаисм(«имя»)
Арабское слово исм اسم‎ означает знак, который указывает на известную нам вещь.
В своём мистическом ирфаническом комментарии к «Аль-Фатихе» имам Хомейни пишет:
Имя есть знак. Имена даны людям и приписаны вещам, дабы обеспечить их символом, с помощью которого они могут быть определены и различимы одно от другого. Имена Господа также являются символами Его Святой Сущности; и это лишь Его имена, которые служат знанием человеку. Сама Сущность — это то, что лежит совершенно за гранью досягаемости человека и даже, несмотря на Печать Пророчества, самые знающие и благородные люди не могут приобрести знание Сущности. Святая Сущность не известна никому, кроме её самой. Это имена Господа, которые доступны человеку. Однако есть разные уровни в понимании этих имён. Мы можем понимать их на определённых уровнях, но постижение на других уровнях предназначено аулийа, Самому Благородному Посланнику и тем, кого он наставлял.

Целый мир есть имя Господа, ибо имя есть символ, и все создания, существующие в мире — символы Святой Сущности Всемогущего Господа. Здесь некоторые люди могут достичь глубокого понимания того, что подразумевается под «символами», в то время как остальные способны охватить только основное значение — что ни одно творение не приходит в эту жизнь само по себе.

#### Толкование атрибутовар-Рахманиар-Рахим
По мнению мусульманских богословов, эти атрибуты являются одними из главных, атрибутами сущности Аллаха. Они представляют собой квинтэссенцию всех иных сифатов Аллаха, и поэтому они дважды упоминаются во вступительной суре Корана.
Согласно историческим свидетельствам, мекканские язычники не знали и не признавали формулы ар-Рахман и ар-Рахим. Поскольку их многобожие заключалось не в отрицании Аллаха, а в поклонении иным божествам, помимо Аллаха, свои договоры они часто предваряли словами бисмике Аллахумма («во имя Твоё, о Аллах»). Во время заключения Худайбийского мира с мекканцами пророк Мухаммад был первым, кто использовал формулу бисми-Лляхи-р-Рахмани-р-Рахим («во имя Аллаха Милостивого Милосердного»). Этим он подчёркивал суть принесённой им религии, а именно, что она является религией милости и милосердия Творца по отношению к творению. Такая формулировка ещё долго вызывала неприятие со стороны арабов, вплоть до того, что первый омейядский халиф Муавия предпочитал языческую формулу бисмике Аллахумма.
Рассматривая атрибуты ар-Рахман и ар-Рахим как синонимы, исламские теологи при этом всё же выявляют ряд смысловых нюансов и отличий между этими двумя сифатами. Так, атрибут ар-Рахман означает милость Аллаха по отношению ко всем людям, и праведным, и не праведным (поскольку они тоже пользуются дарами и благами этого мира, равно как и отсрочкой в наказании за грехи). Он обозначает милость Аллаха и в этой жизни (дуниа), и в будущей жизни (ахират). Однако сифат ар-Рахим означает только милость Аллаха к верующим и праведным мусульманам, и относится к жизни будущей (ахират).

### Второй аят

#### Толкование понятияхамд(«хвала»)
По мнению исламских богословов, употребление слова хамд', а не его синонимов, в первом аяте суры «Аль-Фатиха» не случайно.
Во-первых, именно это слово используется в арабском языке для прославления живого, а не умершего.
Во-вторых, употребление слова хамд («хвала»), а не шукр  («благодарность»), связано с мистическими и ирфаническими особенностями исламского вероучения. Ибо понятие хамд предполагает восхваление Аллаха за красоту творения и милость, а понятие шукр сопряжено с признательностью за ниспосланные блага.

#### Толкование понятияРабб(«Господь»)
Термин Рабб («Господь») сопряжён с понятием ат-таухид ар-рубубийа («единобожие в господстве»). Повторение формулы ар-Рахмани-р-Рахим в следующем аяте призвано подчеркнуть, что господство Аллаха над мирами неразрывно связано с Его милостью и милосердием по отношению ко всему сотворённому. Кроме того, в понятие Рабб заложена и иная смысловая коннотация — это означает, что Аллах содержит свои творения, снабжая их всем необходимым для жизни и это содержание также исполнено милости и милосердия.

#### Толкование понятияаль-алямин(«миров»)
Согласно суннитским и шиитским тафсирам, в данном случае имеются в виду как миры сотворённого — мир растений, мир животных, мир людей, мир джиннов, мир ангелов, так и невидимые глазу миры сокрытого. Кроме того, имеются в виду также миры разумов (укул), ибо, согласно хадисам, разум и ум (акл) — самое высокое и почитаемое творение Аллаха.

### Третий аят
Повторение формулы ар-Рахмани-р-Рахим.

### Четвёртый аят

#### Толкование понятияМалик(«Царь», «Господин», «Владыка»)
Поскольку в третьем аяте повторяется формула ар-Рахмани-р-Рахим, это также влияет и на толкование четвёртого аята, в котором априори заложен такой смысл, что Владыка (Аллах) в Судный день — Милостив, Милосерден. Употребление слова Малик (в форме причастия действительного залога) указывает на то, что Аллах превыше любых земных царей и правителей, которые перед Аллахом не обладают никакой реальной властью.

#### Толкование понятияйауму-д-дин(«Судный день»)
Интерпретаторы Корана отмечают, что кораническое понятие йаум («день») не обязательно означает сутки длительностью в 24 часа. Часто оно употребляется для обозначения каких-либо более длительных временных этапов и трактуется, тем самым, аллегорически.
Слово йаум в Священном Коране используется применительно к любому промежутку времени, от мгновения (55:29) до пятидесяти тысяч лет (70:4), и может поэтому соответствовать сколь угодно малому или сколь угодно большому периоду… йаум — это время, время как первой, так и второй половины суток, время абсолютное, не зависящее от того, о ночи или о дне идёт речь, о кратком промежутке или о долгом; означает это слово и период времени от восхода солнца до его заката.
Понятие дин переводится как «закон», «власть», «подчинение». Это же слово используется для самоидентификации самой религии ислам. Понятие дин упоминается в данном аяте, чтобы сделать акцент на суде Аллаха над людьми по законам ислама, а также на абсолютной власти Аллаха, в частности, в Судный день.

### Пятый аят

#### Толкование оборотаийака
Благодаря употреблению данной частицы подчёркивается, что мусульмане поклоняются именно и только Аллаху, и лишь на Аллаха уповают и возлагают надежды (о чём говорится в данном аяте впоследствии).

#### Толкование слованабуду
Это форма глагола абада множественного числа настоящего времени в первом лице. Множественное число со значением «мы» употреблено, ибо ислам позиционирует себя в качестве религии джамаата — общины мусульман, связанных друг с другом узами веры и братства. Согласно Корану в Судный день людей будут судить сначала группами и партиями вместе с руководителем каждой из них, а затем уже в индивидуальном порядке. Это положение разъяснено в тафсире ко многим аятам других сур. Кроме того, в шариате есть понятие фард айн (индивидуальная обязанность) и фард кифайа (коллективная обязанность) и многие обязанности возложены не только на индивидуума, но и на общину — умму, и выполнимы только в коллективном порядке.
Другим производным от корня абада является слово ибадат, которое в исламе означает поклонение Аллаху. В более узком смысле слова оно применяется к ритуальной части исламских предписаний (намаз, саум, хадж), в отличие от понятия муамалат, при помощи которого обозначают нормы шариата, касающиеся взаимодействия людей в социуме.

#### Толкование слованастаин
Это форма глагола истаана множественного числа настоящего времени в первом лице, означает «уповать на кого-либо», «просить о помощи». Множественное число и оборот ийаке использованы по той же причине, что и в случае с глаголом набуду. Слово употребляется после глагола набуду, ибо условием просьбы о помощи, обращённой к Аллаху, является поклонение (ибадат).

### Шестой аят

#### Толкование оборотаихдинас
Слово ихди является повелительным наклонением от глагола хада — «вести», «руководить».
С точки зрения ислама, мольба о руководстве является очень важной, поскольку у человека может быть искреннее намерение (ният) при поклонении Аллаху, однако он объективно может совершать ошибки в этом поклонении.
Маулана Мухаммад Али отмечает:
Хидайат (водительство, руководство) означает не одно лишь указание дороги, но также ведение человека по истинному пути, пока не достигнет он цели своей.
В шиитском исламе тема руководства прочно увязывается с доктриной имамата. Согласно шиизму, имам является гарантом исполнения предписаний Шариата и их сохранения, толкования, передачи в аутентичном и не искажённом виде. Более того, имам воспринимается как «Коран натик» — говорящий Коран. Поскольку руководство человечеством после пророка возложено на имамов, двенадцатый и последний из них, который, согласно шиитской доктрине, находится в сокрытии, носит титул «аль-Махди» (причастие глагола хада в пассивном залоге), то есть ведомый непосредственно Аллахом. Таким образом, имам, будучи назначен руководителем и вождём мусульман, при этом не придаётся Аллаху в сотоварищи и является точно таким же рабом Аллаха, как и другие люди, а потому по отношению к Аллаху является ведомым.

#### Толкование выраженияас-сырат аль-мустаким
Оборот ас-сырат аль-мустаким означает «прямой путь».
В тафсире «Свет Священного Корана» разъясняется:
Читая аяты Корана, можно прийти к заключению о том, что под прямым путём в нем подразумевается доктрина единобожия, религия истины и веры в путеводную роль Аллаха, как гласит сура Анам (Скот): «Скажи: „Воистину, мой Господь вывел меня на прямой путь посредством истинной религии, веры Ибрахима (Авраама) — ханифа. А он не был многобожником“» (6:161). Здесь «истинная религия» и «монотеистический путь Авраама как истинная вера», в которой он не молился никакому иному богу, кроме Аллаха, представляются как «прямой путь». Это тот аспект «прямого пути», который связан с понятием «веры».
В шиизме понятие «Прямой путь» тесно связан с Ахль аль-Байт. На это также указывают и ряд суннитских учёных:
…Ахмад ибн Мухаммад ибн Ибрагим ас-Салаби, передает слова Абу Бурейды аль-Аслами, одного из сподвижников святого Пророка (ДБАР), который однажды сказал: «Прямой путь» — это путь Мухаммада и его потомков.

### Седьмой аят

#### Толкование оборотаанамта аляйхим
Глагол анамта в форме второго лица единственного числа прошедшего времени («награждать», «оказывать благодеяние») является однокоренным по отношению к существительному нимат («благоденствие», «счастливая жизнь», «благосостояние», «богатство», «дар», «милость», «благодеяние»).
В тафсире «Свет Священного Корана» этот аят проясняется следующим образом:
Описание таких людей мы встречаем в суре Ан-Ниса (Женщины): «А те, кто повинуется Аллаху и посланнику, пребывают в числе тех, кого облагодетельствовал Аллах: с пророками, праведниками, [мучениками], погибшими в битве за веру, благочестивыми мужами. Прекрасные это соратники» (4:69).

Как мы видим, в этом аяте приводится описание тех, кто был осыпан благами и Милостью Аллаха. Это четыре категории людей: пророки, праведники, мученики и благочестивые.

#### Толкование оборотагайри-ль-магдуби аляйхим ва ля-д-даллин
Аль-магдубу аляйхим — это «находящиеся под гневом», а ад-даллин — заблудшие.
Комментаторы Корана несколько расходятся в толковании этого аята:

1. Некоторые считают, что:
Из того, как употребляются слова магдуби аляйхим «навлекшие на себя гнев» в различных сурах Корана, мы можем сделать вывод о том, что их положение хуже, чем у даллин «заблудших». Другими словами, «заблудшие» — это просто выбравшие неверный путь, а «навлекшие на себя [Его] гнев» — это те, кто избрал неверный путь и упорствует в своем заблуждении. Сказанное выше объясняет тот факт, что Коран неоднократно призывает Гнев и Проклятье Аллаха на головы последних.
2. Другие комментаторы полагают, что и в ту, и в другую группу входят иудеи и христиане по мере их упорствования в своём неприятии ислама (те, кто не принимают и не выказывают агрессии, являются заблудшими, а те, кто агрессивно противится — находящимися под гневом).

3. Третьи считают, что под находящимися под гневом подразумеваются иудеи, а под заблудшими — христиане.

4. Находящиеся под гневом — совершающие акты неповиновения Аллаху в своих действиях (например, если женщина не носит хиджаб), а заблудшие — сбившиеся с пути в мыслях и представлениях (например, если она отрицает обязательность его ношения в исламе).

## В других источниках
Вероятно, под влиянием ислама, в иудейских богослужебных свитках XI века в Египте (каирская гениза) перед молитвой «Шемоне-Эсре» указано говорить укороченную басмалу «во имя Милостивого» (בשם רחום‎, бе-шем рахум) — гебраизированным переводом арабских слов «бисмилЛяхи р-Рахим» (בסמאללה אלרחים‎ — «именем Аллаха Милосердного»). Там же обнаружен еврейский свиток Корана, записанный по-арабски еврейскими буквами, содержащий суру 1 и 2 и басмалу (בסמאללה אלרחמן אלרחים‎, бисмилляхи р-рахмани р-рахим — «во имя Аллаха, Милостивого, Милосердного»).
В иудейской и христианской литературах также, как в «Аль-Фатихе», упомянута идея о «двух путях».